# Anomala ecbolina
Anomala ecbolina är en skalbaggsart som beskrevs av Ohaus 1915. Anomala ecbolina ingår i släktet Anomala och familjen Rutelidae. Inga underarter finns listade i Catalogue of Life.